# باشگاه فوتبال صحم
باشگاه فوتبال صحم (عربی: نادي صحم) یک باشگاه فوتبال در شهر صحم، عمان است.
این باشگاه که در سال ۱۹۷۲ تاسیس شده سابقه ۲ قهرمانی در جام سلطان قابوس و ۲ قهرمانی در سوپر جام عمان را در کارنامه دارد.